# KOBUKURO BOX
『KOBUKURO BOX』（コブクロボックス）は、コブクロが2012年12月26日に発売した、フォークデュオ・コブクロとして初のボックスセット作品である。

## 概要
- 2012年12月26日以前のオリジナルアルバム・ベストアルバムが全て紙ジャケ化され、全9作品11枚組が収録されている。
- インディーズ時代のアルバムは収録されていない。
- 5296セット完全生産限定リリースである。

### 特典
- Aコース-木製KOBUKURO BOX
- Bコース-KOBUKURO BOX アーカイブス

## 収録曲

### DISC1
1. YELL〜エール〜
2. 朝顔
3. コンパス
4. そばにおいで
5. Ring
6. memory
7. 2人
8. miss you
9. 轍-わだち-
10. ANSWER

### DISC2
1. 新しい場所
2. 彼女
3. Overflow
4. 願いの詩
5. GRAPEFRUITS DAYS
6. 小渕くんの犬のうた
7. YOU（grapefruits mix）
8. アンブレラ
9. 太陽
10. 光
11. 翼よあれが巴里の灯だ
12. 風

### DISC3
1. blue blue
2. 手紙
3. 真実の口
4. 雪の降らない街
5. まーだだよ
6. INVISIBLE MAN
7. 愛する人よ（Studio Live）
8. 背番号1
9. 昨日の日のワルツ
10. 宝島
11. Holy Snowy Night
12. STRAIGHT

### DISC4
1. 東京の冬
2. Million Films
3. ボーイズ・オン・ザ・ラン
4. 永遠にともに
5. Rising
6. 光の誓いが聴こえた日
7. DOOR
8. エピローグ
9. HUMMING LIFE
10. この指とまれ！
11. ここから -Album version-
12. 毎朝、ボクの横にいて。-Sweet drip mix-（bonus track）

### DISC5
1. Flag
2. 桜
3. 六等星 -NAMELESS STAR TRACK-
4. ここにしか咲かない花
5. 待夢磨心 -タイムマシン-
6. Pierrot
7. Saturday
8. 大樹の影
9. NOTE
10. Starting Line
11. LOVER'S SURF
12. 同じ窓から見てた空

### DISC6
1. 君という名の翼
2. あなたへと続く道
3. ここにしか咲かない花
4. 毎朝、ボクの横にいて。-Sweet drip mix-
5. Million Films
6. 永遠(とわ)にともに
7. blue blue
8. 宝島
9. 雪の降らない街
10. 願いの詩

### DISC7
1. 風
2. YOU
3. miss you
4. YELL〜エール〜
5. Bell
6. 轍 -Street stroke-
7. DOOR 〜The knock again〜
8. 太陽
9. 桜
10. 未来への帰り道 (bonus track)

### DISC8
1. 蒼く 優しく
2. コイン
3. 蕾（つぼみ）
4. どんな空でも
5. 君という名の翼
6. WHITE DAYS
7. 君色
8. 水面の蝶
9. 風の中を
10. 月光
11. 風見鶏
12. Diary
13. Fragile mind

### DISC9
1. サヨナラ HERO
2. 恋心
3. To calling of love
4. 虹
5. STAY
6. 天使達の歌
7. FREEDOM TRAIN
8. Summer rain
9. Sunday kitchen
10. 神風
11. ベテルギウス
12. 時の足音
13. 赤い糸

### DISC10
1. 蕾（つぼみ）
2. 風見鶏
3. 蒼く 優しく
4. 時の足音
5. 赤い糸
6. ベテルギウス
7. 虹
8. Summer rain
9. STAY
10. WINDING ROAD (絢香×コブクロ)
11. あなたと (絢香×コブクロ)

### DISC11
1. 流星
2. Blue Bird
3. 君への主題歌
4. あの太陽が、この世界を照らし続けるように。
5. シルエット
6. 蜜蜂
7. 焚き火の様な歌
8. ココロの羽
9. 太陽のメロディー (今井美樹×小渕健太郎 with 布袋寅泰 +黒田俊介)
10. 交響曲第5296番 (bonus track)

| スタブアイコン | サブスタブ | この項目は、まだ閲覧者の調べものの参照としては役立たない、アルバムに関連した書きかけの項目です。この項目を加筆・訂正などしてくださる協力者を求めています（P:音楽/PJ:アルバム）。 |